# Born Again (album)
A Born Again az angol Black Sabbath együttes tizenegyedik stúdióalbuma, és 1983 augusztusában jelent meg. Ez a zenekar egyetlen albuma, melyet a korábbi és későbbi Deep Purple énekes, Ian Gillan közreműködésével rögzítettek.
Az album a lemezeladási listán a 4. helyezést érte el Angliában, és a 40. helyet az Amerikai Egyesült Államokban. 2005-ben 2011 májusában jelent meg az album kétlemezes deluxe változata, amelyre a korábban csak kalózkiadványokon beszerezhető kiadtlan dalok is felkerültek.

## Történet
A Ronnie James Dio énekes és Vinny Appice dobos 1982 végén távoztak a Black Sabbathból. A zenekarvezető Tony Iommi először David Coverdale-nek és Cozy Powellnek vetette fel a csatlakozás lehetőségét, de ők nemet mondtak. Don Arden menedzser javaslatára Iommi és a basszusgitáros Geezer Butler találkozott a korábbi Deep Purple énekes Ian Gillannel, aki akkor már évek óta a szólózenekarával dolgozott. Gillan hivatalosan 1983 februárjában lett a Black Sabbath frontembere. A dobos posztjára az eredeti ütős, Bill Ward tért vissza.
A Born Again albumot 1983 nyarán rögzítették, a The Manor stúdióban, amely az angliai Oxfordshire megyében található.
Ian dalszövegei szexuális témákról és valós történésekről szóltak, többek között a The Manorban akkor és ott történtekről is. Nem voltak rosszak, de eléggé eltávolodtunk Geezer és Ronnie szövegvilágától.

## Az album dalai
1. "Trashed" – 4:16
2. "Stonehenge" – 1:58
3. "Disturbing The Priest" – 5:49
4. "The Dark" – 0:45
5. "Zero The Hero" – 7:35
6. "Digital Bitch" – 3:39
7. "Born Again" – 6:34
8. "Hot Line" – 4:52
9. "Keep It Warm" – 5:36

## Közreműködők
- Ian Gillan – ének
- Tony Iommi – gitár, fuvola
- Geezer Butler – basszusgitár
- Bill Ward – dobok
- Geoff Nicholls – billentyűs hangszerek